# Hapalorchis
Hapalorchis – rodzaj roślin z rodziny storczykowatych (Orchidaceae). Obejmuje 13 gatunków występujących w Ameryce Południowej i Środkowej w takich krajach jak: Boliwia, Brazylia, Kolumbia, Kostaryka, Kuba, Dominikana, Ekwador, Gujana Francuska, Ekwador, Gwatemala, Gujana, Haiti, Jamajka, Nikaragua, Peru, Portoryko, Surinam, Urugwaj, Wenezuela.

## Systematyka
Rodzaj sklasyfikowany do podplemienia Spiranthinae w plemieniu Cranichideae, podrodzina storczykowe (Orchidoideae), rodzina storczykowate (Orchidaceae), rząd szparagowce (Asparagales) w obrębie roślin jednoliściennych.
Wykaz gatunków
- Hapalorchis bicornis Kolan. & Szlach.
- Hapalorchis cheirostyloides Schltr.
- Hapalorchis cymbirostris Szlach.
- Hapalorchis dominicii E.Parra, Szlach. & S.Nowak
- Hapalorchis lindleyana Garay
- Hapalorchis lineata (Lindl.) Schltr.
- Hapalorchis longirostris Schltr.
- Hapalorchis neglecta Szlach. & Rutk.
- Hapalorchis pandurata Szlach.
- Hapalorchis piesikii Szlach. & Rutk.
- Hapalorchis pumila (C.Schweinf.) Garay
- Hapalorchis stellaris Szlach.
- Hapalorchis trilobata Schltr.